# Rick Baker
Rick Baker (parfois crédité Richard A. Baker ou Richard Baker) est un maquilleur de cinéma américain, né le 8 décembre 1950 à Binghamton (État de New York). Spécialiste des effets spéciaux, il est surtout connu pour ses conceptions de créatures. Baker a remporté sept fois l'Oscar du meilleur maquillage, qui est un record.
Il apparaît aussi dans de petits rôles dans certains films.

## Carrière
Depuis les années 1970, Rick Baker est connu comme étant le spécialiste des masques, maquillages et prothèses traditionnelles pour le cinéma fantastique. Il a œuvré sur des films comme Star Wars, Le Loup-garou de Londres, Greystoke, Fantômes contre fantômes, Gremlins 2 ou encore la trilogie Men in Black.
Il a également collaboré avec Michael Jackson pour le clip de Thriller, réalisé par John Landis, et Captain Eo, réalisé par Francis Ford Coppola, un mini-film en relief 3D dans le cadre des attractions des parcs Disney.
Nommé et récompensé aux Oscars, Saturn Award, BAFTA Awards, ou encore au célèbre Walk of Fame (Hollywood), Rick Baker est considéré comme un des meilleurs maquilleurs à Hollywood. Il est le premier maquilleur au monde à avoir gagné un Oscar en 1982 pour Le Loup-garou de Londres.

## Filmographie sélective
- 1973 : Schlock de John Landis
- 1974 : Le monstre est vivant (It's alive) de Larry Cohen
- 1976 : La Nuit des vers géants (Squirm) de Jeff Lieberman
- 1976 : King Kong de John Guillermin
- 1977 : Hamburger Film Sandwich de John Landis
- 1977 : Le Monstre qui vient de l'espace (The Incredible Melting Man) de William Sachs
- 1977 : Un nouvel espoir (Star Wars) de George Lucas
- 1978 : Furie (The Fury) de Brian De Palma
- 1978 : Les monstres sont toujours vivants (It lives again) de Larry Cohen
- 1981 : Hurlements (The Howling) de Joe Dante
- 1981 : Le Loup-garou de Londres (An American Werewolf in London) de John Landis
- 1981 : La Femme qui rétrécit (The Incredible Shrinking Woman)
- 1983 : Vidéodrome (Videodrome) de David Cronenberg
- 1984 : Greystoke, la légende de Tarzan (Greystoke, the Legend of Tarzan) de Hugh Hudson
- 1987 : Bigfoot et les Henderson (Harry and the Hendersons) de William Dear
- 1988 : Gorilles dans la brume (Gorillas in the mist) de Michael Apted
- 1994 : Wolf de Mike Nichols
- 1994 : Ed Wood de Tim Burton
- 1995 : Batman Forever de Joel Schumacher
- 1996 : Le Professeur Foldingue de Tom Shadyac
- 1996 : Fantômes contre fantômes (The Frighteners) de Peter Jackson
- 1997 : Men in Black de Barry Sonnenfeld
- 1998 : Mon ami Joe (Mighty Joe Young) de Ron Underwood
- 1999 : Wild Wild West de Barry Sonnenfeld
- 2000 : Le Grinch (How the Grinch stole Christmas) de Ron Howard
- 2001 : La Planète des singes (Planet of the apes) de Tim Burton
- 2002 : Men in Black 2 de Barry Sonnenfeld
- 2006 : X-Men : L'Affrontement final (X-Men : The Last Stand) de Brett Ratner
- 2007 : Norbit de Brian Robbins
- 2008 : Dark Reel de Josh Eisenstadt
- 2010 : Wolfman  de Joe Johnston
- 2014 : The Strain de Guillermo Del Toro et Chuck Hogan

## Distinctions
- Lauréat de sept Oscars du meilleur maquillage pour :
  - Le Loup-garou de Londres (1981)
  - Bigfoot et les Henderson (1987)
  - Ed Wood (1994)
  - Le Professeur foldingue (1996)
  - Men in Black (1997)
  - Le Grinch (2000)
  - Wolfman (2010)
- Nommé à cinq autres reprises pour l'Oscar
- Étoile au Walk of Fame d'Hollywood depuis 2012